# Söderhamns gamla församlingshus

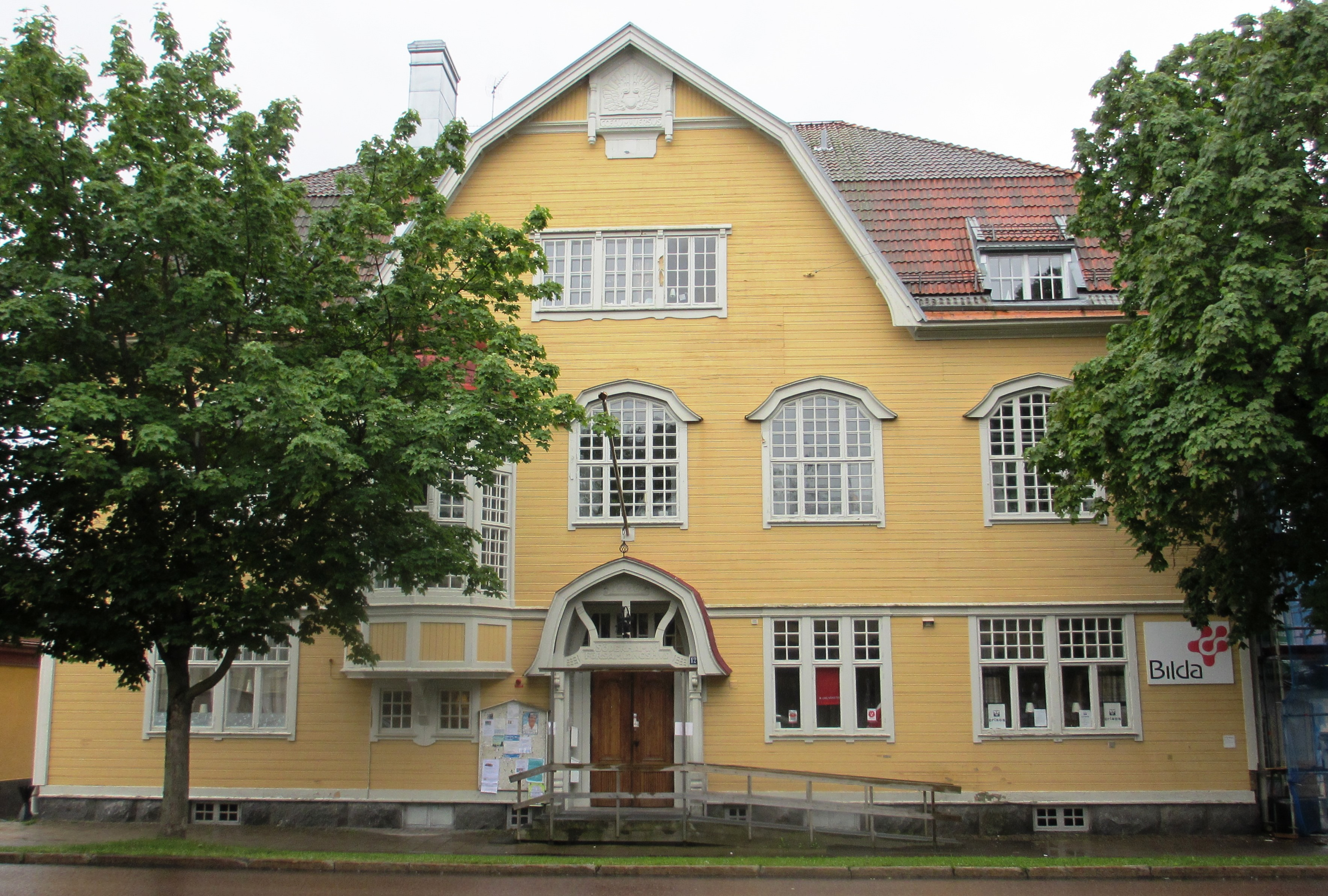
Söderhamns gamla församlingshus.

Söderhamns gamla församlingshus är en 1905–1906 uppförd byggnad vid Kungsgatan i Söderhamn.
Efter att Söderhamns församling erhållit en donation kunde ett församlingshem uppföras i staden. Byggnaden är ritad av arkitekten Fredrik Falkenberg och utförd i utpräglad jugendstil. Byggnaden är försedd med ett burspråk och kännetecknas av sina rundade former och småspröjsade fönster. Den nuvarande exteriören är i stort sett den ursprungliga.